# Särö landskommun
Särö landskommun var en tidigare kommun i Hallands län.

## Administrativ historik
Den bildades som storkommun vid kommunreformen 1952 genom sammanläggning av Vallda landskommun och Släps landskommun.
Kommunen ägde bestånd fram till år 1971, då den gick upp i Kungsbacka kommun.
Kommunkoden var 1331.

### Kyrklig tillhörighet
I kyrkligt hänseende tillhörde kommunen Släps församling och Vallda församling.

## Geografi
Särö landskommun omfattade den 1 januari 1952 en areal av 94,05 km², varav 93,31 km² land.

### Tätorter i kommunen 1960
I Särö landskommun fanns den 1 november 1960 ingen tätort. Tätortsgraden i kommunen var då alltså 0,0 procent.

## Politik

### Mandatfördelning i valen 1950-1966
| 10 |  | 14 | 6 | 4 |

| 34 |

| 10 | 12 | 7 | 6 |

| 32 |

| 10 | 11 | 6 | 8 |

| 31 |

| 10 | 11 | 7 | 7 |

| 31 |

| 8 | 9 | 8 | 10 |

| 29 | 6 |